# Cecilia Atán
Cecilia Atán (Buenos Aires, 14 de diciembre de 1978) es una guionista y directora argentina conocida por su ópera prima en dirección (junto a Valeria Pivato) La novia del desierto, estrenada en el Festival de Cannes 2017 en la sección oficial Una Cierta Mirada.

## Filmografía
Director
- La novia del desierto ...(2017)
- El mar (cortometraje) (2012)

Intérprete
- Tesis sobre un homicidio (2013) ...Yolis

Producción
- La novia del desierto (2017)

Guionista
- La novia del desierto (2017)

Ayudante de dirección
- Rodrigo, la película (2001)
- Taxi, un encuentro (2000)
- Una noche con Sabrina Love (2000)

Meritorio de dirección
- Nueces para el amor (2000)
- América mía (1998)
- El faro (1998)

Primer ayudante de dirección
- No dejaré que no me quieras (2002)